# Фариндола
Фариндола (італ. Farindola) — муніципалітет в Італії, у регіоні Абруццо,  провінція Пескара.
Фариндола розташована на відстані близько 130 км на північний схід від Рима, 36 км на схід від Л'Аквіли, 33 км на захід від Пескари.
Населення — 1548 осіб (2014).
Щорічний фестиваль відбувається 6 грудня. Покровитель — святий Миколай.

## Демографія
Населення за роками:

Станом на 1 січня 2023 року в муніципалітеті офіційно проживало 58 іноземців з 20 країн, серед них 27 громадян країн Євросоюзу та 5 громадян України.

## Сусідні муніципалітети
- Арсіта
- Кастель-дель-Монте
- Монтебелло-ді-Бертона
- Пенне
- Вілла-Чельєра